# 厳美渓
厳美渓（げんびけい）は、岩手県一関市にある磐井川中流の渓谷。1927年（昭和2年）9月5日に国の名勝及び天然記念物に指定されている。

## 概要

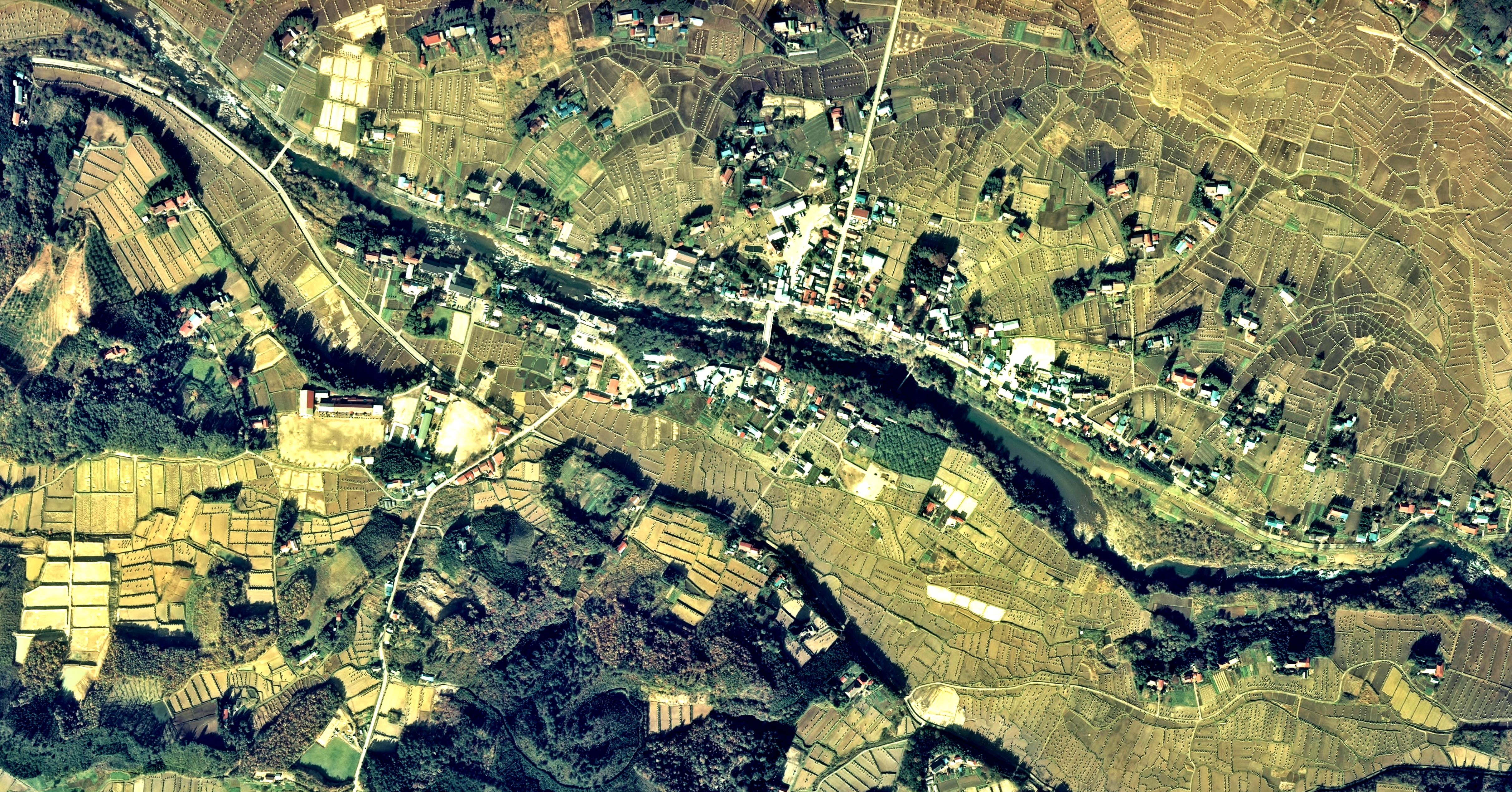
厳美渓周辺の空中写真。周囲は水田や畑が広がる比較的平坦な地形である。
1976年撮影の3枚を合成作成。
。

厳美渓のある磐井川は栗駒山を源として北上川に注ぐ川で、その中流付近に位置する厳美渓には主に栗駒山から噴出した軽石凝灰岩が分布しており侵食により渓谷が形成されている。全長2キロメートルで奇岩や怪岩に富む。
特に厳美渓の河床には、石英安山岩質溶結凝灰岩層に生じた方状節理のひび割れに石が入り込み、岩盤を球状に削り取って形成された無数の甌穴（ポットホール）がみられ、地質学上も貴重な資料となっている。
古くから景勝地として親しまれており、一帯を治めた伊達政宗も松島と並ぶ二大景勝地としてこの地を賛美している。厳美渓には政宗ゆかりの茶屋跡「臨泉亭跡」がある。また江戸時代には菅江真澄が訪れて歌を残している。
1877年（明治10年）8月に明治天皇が東北巡幸を行った際、北白川宮が橋から厳美渓を代覧し、この橋は御覧場橋（御覧橋）と呼ばれるようになった。このほか幸田露伴などの文人もこの厳美渓を訪れて紀行文を記している。

## 厳美渓の団子

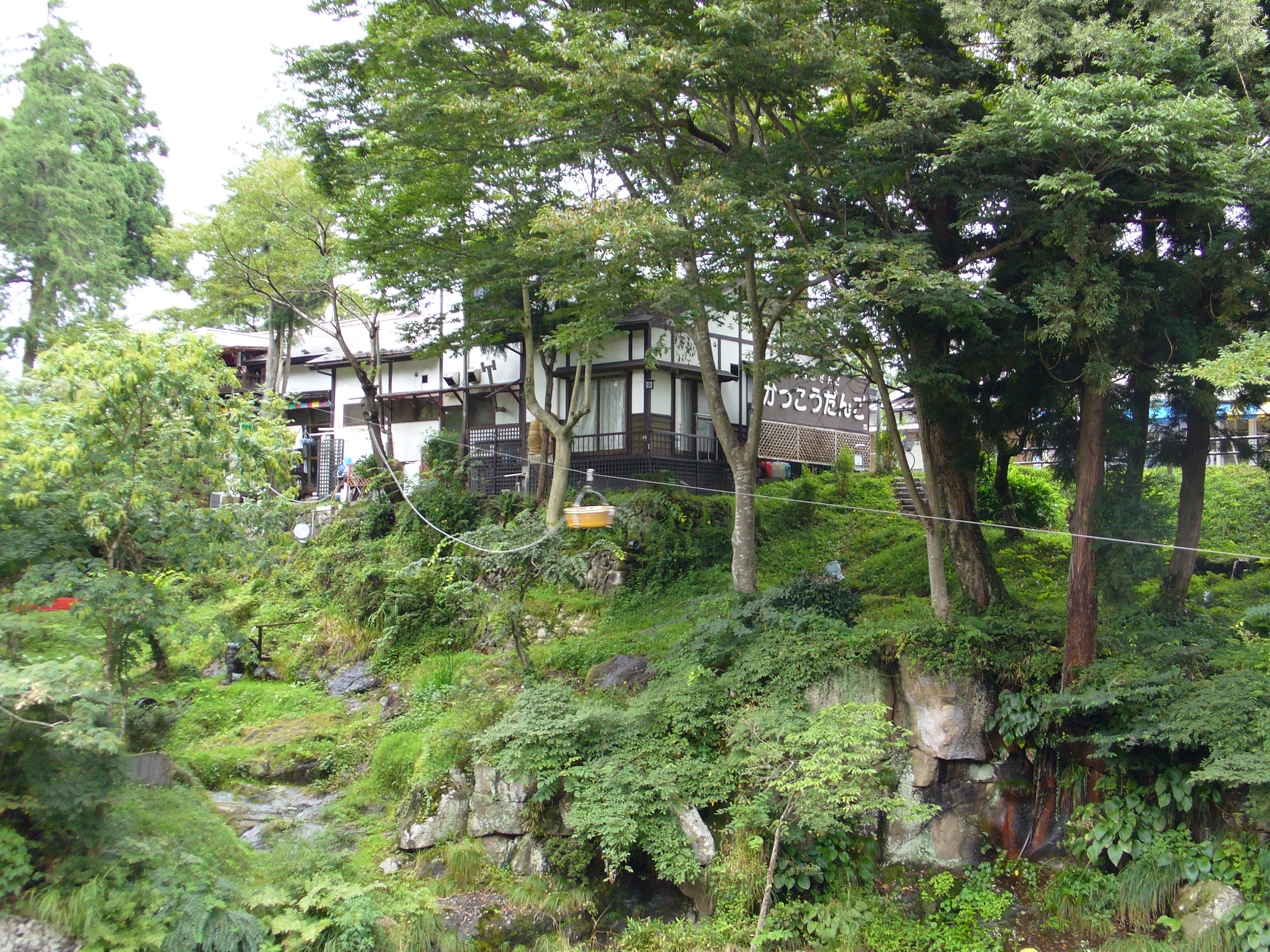
空飛ぶだんご（2007年9月1日）

厳美渓は名産品の団子でも知られており店によって個性がある。
郭公だんご
厳美渓では「空飛ぶだんご」として知られる郭公だんごが名物となっている。これは川を渡したロープで団子と代金の受け渡しを行うものである。
滝見だんご
滝見だんごは1980年頃から厳美渓河畔に創業した団子店で「手切りの団子」で知られた。しかし、店主が高齢となり、2020年12月27日に閉店した。
いつくしだんご
近隣店舗いつくしだんごの舘にて販売されている団子。うるち米を原料にしており柔らかい食感が特徴。五串村という地名から名付けられ、五個の団子が串に刺されている。

## 長者滝橋
厳美渓にかかる道路橋。鉄筋の代わりに竹を骨組に用いたコンクリートを用いた竹筋橋。1939年の建設時に竹筋使用の証言が残る。1987年の強度調査で竹片が検出されるも、確定までは至らなかった。付近に竹筋説を示す看板が設置されている。1999年に登録有形文化財に登録。

## 交通
- 岩手県交通 厳美渓線（一関駅前発着）

## ギャラリー

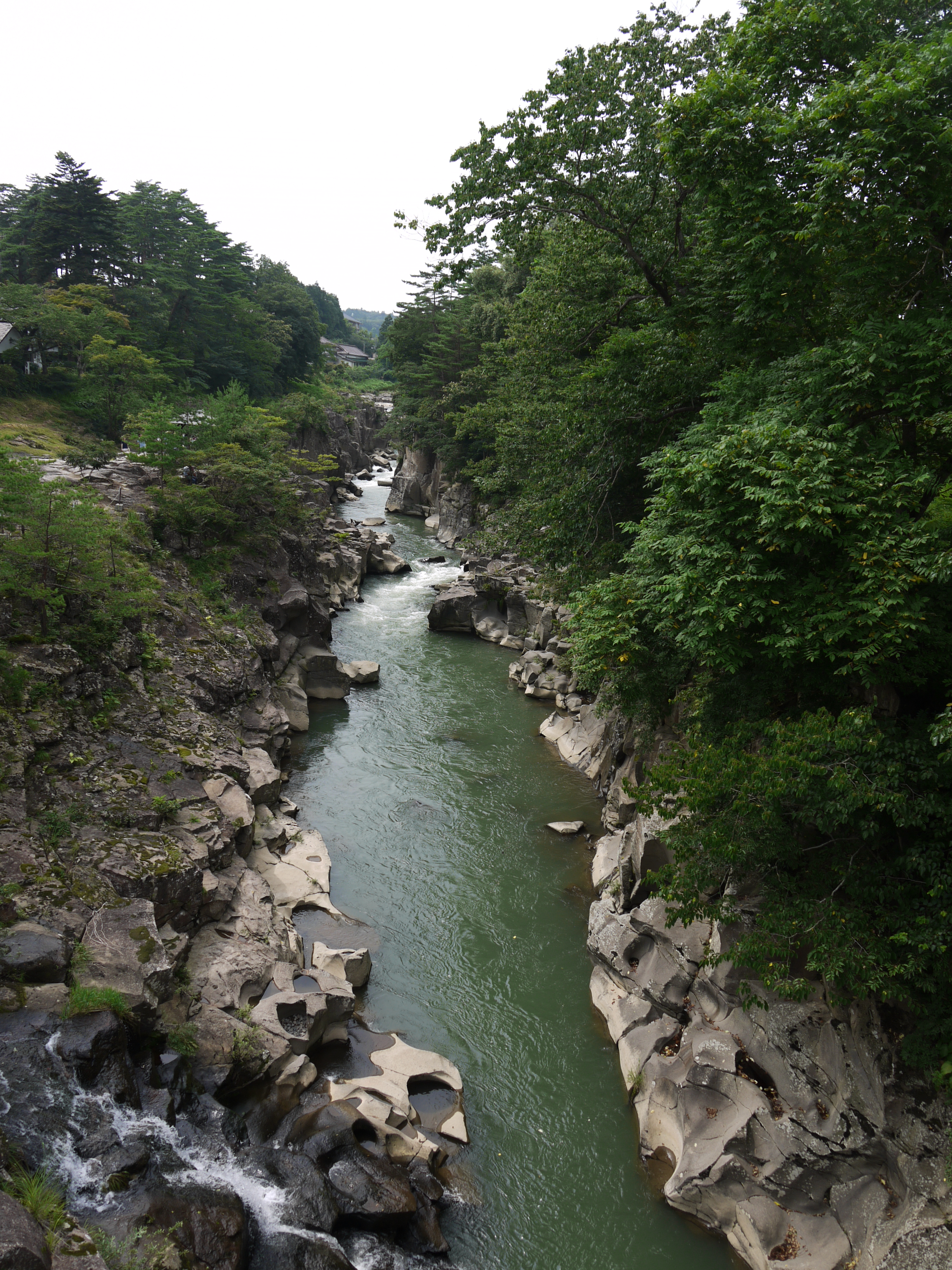
天工橋からの眺望（2013年8月13日）
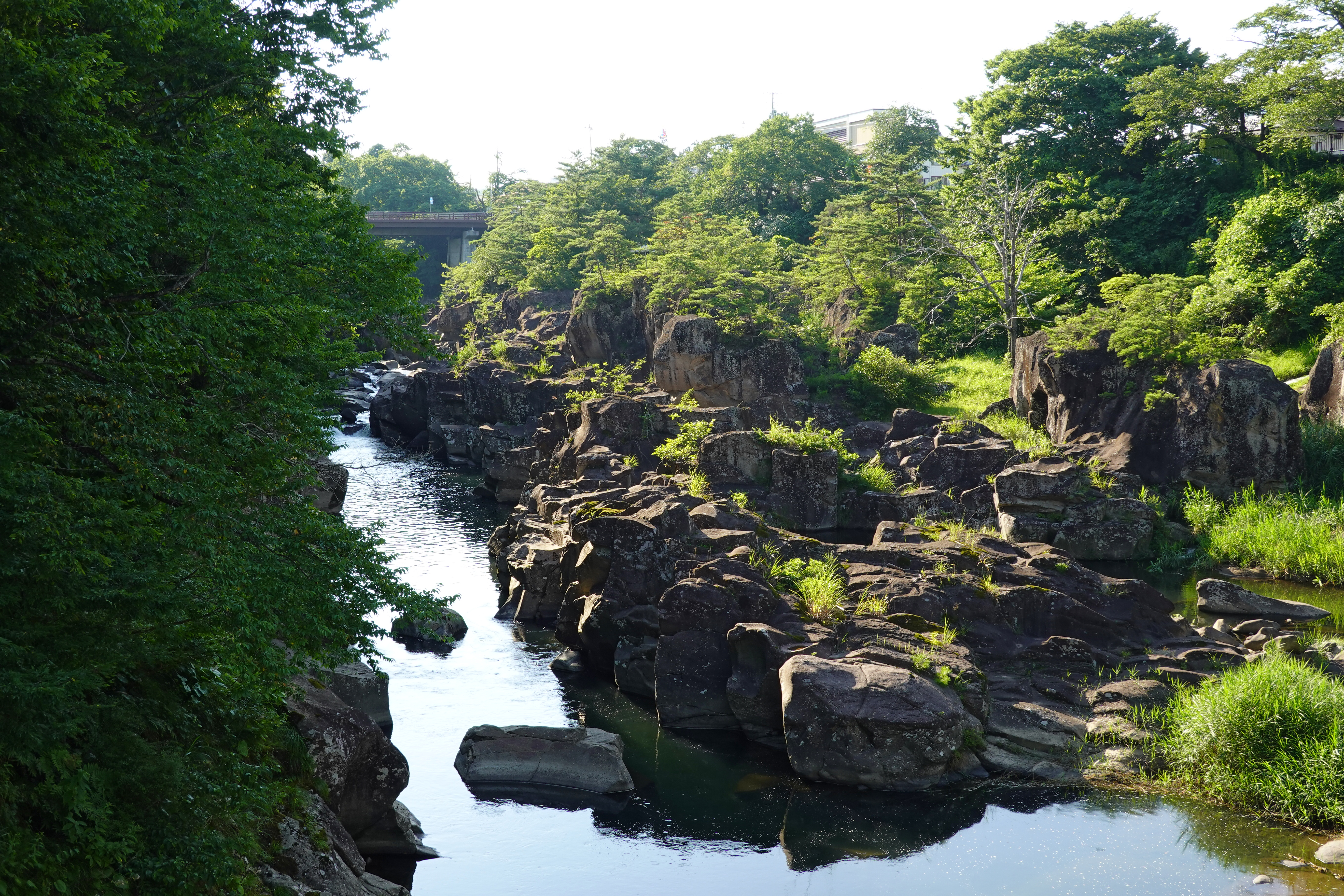
下流より天工橋を望む（2023年7月27日）
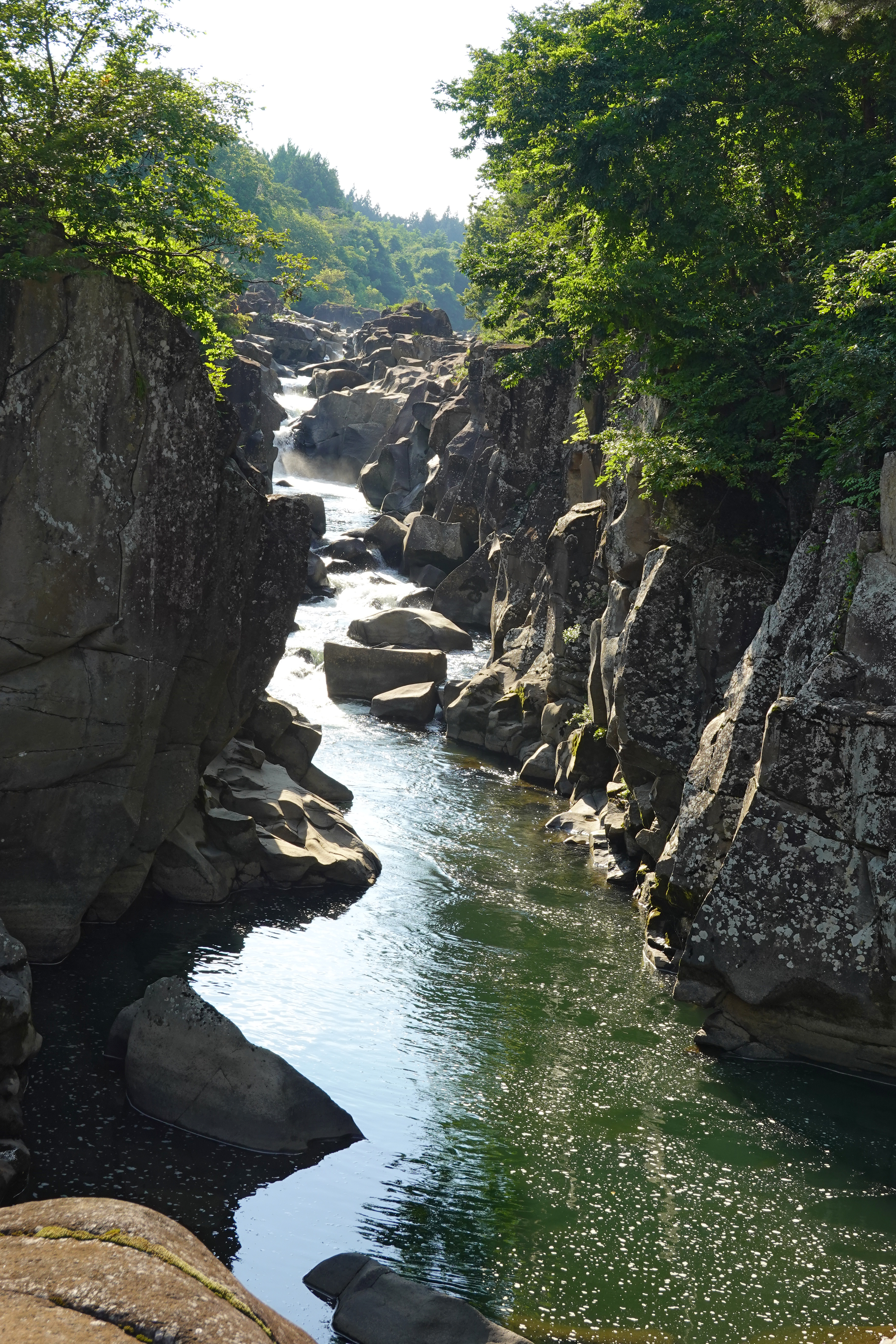
天工橋の上流（2023年7月27日）
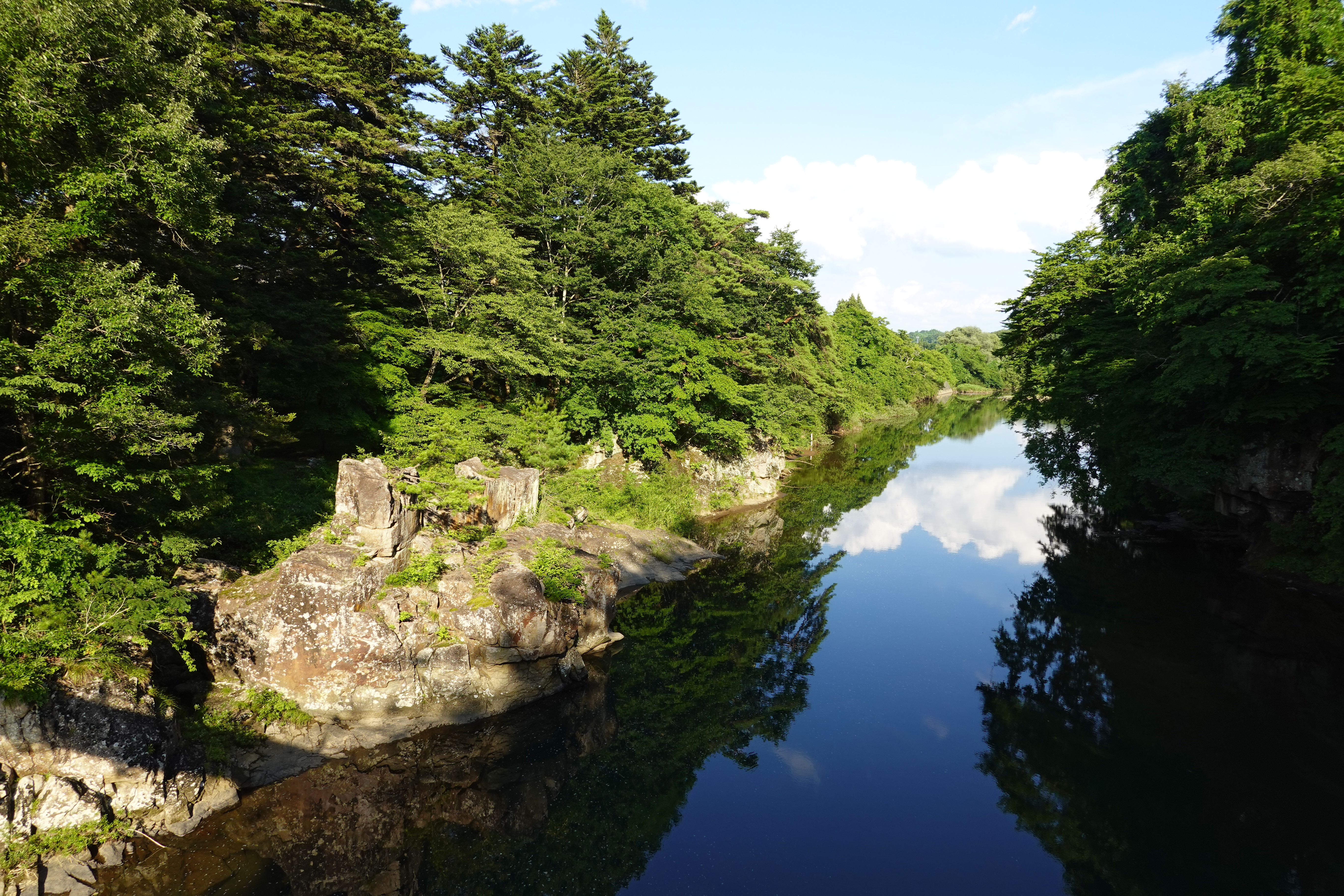
天工橋の下流（2023年7月27日）

## 周辺
- 道の駅厳美渓
- 一関市博物館
- サハラガラスパーク